# Ördögárok utcai barlang
Az Ördögárok utcai barlang Magyarország megkülönböztetetten védett barlangjai között volt. A Duna–Ipoly Nemzeti Parkban lévő Budai-hegységben, Budapest II. kerületében található. A Fazekas-hegy leghosszabb barlangja.

## Leírás
Budapest II. kerületében, ezen belül a Fazekas-hegy tömbjének szélén, az Ördög-árok völgyében, az Ördögárok utca 68. számú ház előtt nyílik. Az Ördögárok utcának az 50012 helyrajzi számú területén található. A hegy leghosszabb barlangja. A barlang freatikus, vagy termálvizes kialakulású, feltételezett keletkezési ideje megegyezhet a többi budai hévizes barlangéval. A barlang az úttest közepén lévő telefonakna csak speciálisan nyitható fedelének felnyitásával érhető el. A járatai az Ördög-árok közelében, mélyen a patak szintje alá lehúzódva helyezkednek el. A hossza 45,1 méter, a függőleges kiterjedése és a mélysége 21 méter.
A barlang első leírását készítő Szabó Gyula szerint a barlangot az észak–déli irányú, tektonikus repedések mentén feltörő hévizek alakíthatták ki. A lejárati részt vasbeton alapra ültetett betongyűrűkkel képezték ki, a csapadékvíz-csatorna oldalához építve. Az alapzattól déli irányban található az első természetes barlangüreg, ahonnan nyugati irányban érhető el néhány méter után a barlang fő hasadéka, amely a barlang aljáig lenyúlik. Ezzel párhuzamosan egy kerülőjárat is vezet a barlang mélyebb részeibe.
A barlangban a legjellegzetesebb ásvány a kalcit, amely különféle kristályformákban található meg. Jellemzők a barlangra a gömbfülkék és más hévizes oldásformák.
Egyes kutatók szerint elképzelhető, hogy a még ismeretlen részek az Ördög-árok patakjának a vizét a karsztba vezették. Megkülönböztetetten védett barlang volt. A Duna–Ipoly Nemzeti Park Igazgatóság hozzájárulásával és kutatási céllal látogatható.
Előfordul a barlang az irodalmában Ördögárok-utcai-barlang (Takácsné 1990) néven is. 1998-ban volt először Ördögárok utcai-barlangnak nevezve a barlang az irodalmában.

## Kutatástörténet
A barlangot akkor fedezték fel, amikor a hűvösvölgyi Ördögárok utcában, 1989 nyarán, az ördög-árki nagy átmérőjű csapadékvíz-csatorna építését végezték. A munka közben, egy kiadós felhőszakadás után, az Ördögárok utca 68. számú ingatlan előtt, a munkaárok déli részén lévő (dachsteini mészkőben kialakult) üregben tűnt el a nagy mennyiségű csapadékvíz úgy, hogy ácsolati elemeket is magával ragadott.
A barlang kutatásáról hét évből érhetők el kutatási jelentések: 1989-ben, 1990-ben és 1993-ban az Erzsébet SC, 1995-ben és 1996-ban a Poligon Barlangkutató Geológiai Hidrológiai Egyesület, 2002-ben és 2004-ben pedig Kraus Sándor készített olyan jelentést, amelyben szó van a barlangról. Az első, 1989-es kutatás során, a feltárás mellett megtörtént a barlang geológiai vizsgálata is. A barlang első térképe a barlang 1989. július 27-én történt felmérésének adatait felhasználva készült. A térképet Kárpát József szerkesztette, Kiss Attila és Takácsné Bolner Katalin segítségével. Az Erzsébet SC-nek 1990-ben volt kutatási engedélye a barlang kutatásához. 1993-ban is történt feltáró munka az üregben. A barlangnak a Poligon Barlangkutató Geológiai Hidrológiai Egyesület által végzett kutatása először védelmi szempontok miatt történt. 1996-ban egy új rész lett feltárva a barlangban. Ekkor, a megnagyobbodott barlangnak meg lett szerkesztve a térképe. A 2002-es és 2004-es kutatási jelentésekben csak ismertetve van a barlang.
Az Erzsébet SC Szabó Gyula által vezetett kutatócsoportja 1989-ben még csak annyit tudott megállapítani, hogy a járatok az akkor megismert végpontjaiktól valószínűleg több irányban is folytatódhatnak, de azokat nagy mennyiségű agyag töltötte fel. Az egyik szűkület átvésésére 1993 decemberében tettek kísérletet az Erzsébet SC kutatói, de nem jártak sikerrel. Szabó Gyula 1995-ben, már  kutatójaként jelentette, hogy a barlangba folyamatos a felszíni csapadékvíz beszivárgása, ami a hátrányok mellett azzal az előnnyel járt, hogy a felfedezés óta eltelt években, egy agyaggal eltömődött szifon átmosódott, illetve a korábban magas széndioxid-koncentrációjú barlangi levegő tartósan tiszta lett.
A barlang állaga 1996-ban nem romlott tovább, a káros felszíni behatások csökkentek, amit erősített a barlangászok rendszeres állagmegóvó tevékenysége is. Az egyesület kutatói megállapították azt is, hogy a barlang feltehetőleg a régi Fazekas-hegyi kőbányában feltárt kisebb barlangok és barlangra utaló jelenségek irányában folytatódhat, amit alátámaszthatnak a feltételezett, folytatódási irányokban álló házak kisebb épületmozgásairól szóló bejelentések is. Ebben az évben elkészült a barlang alaprajz térképe és hosszmetszet térképe. A térképeket a Poligon Barlangkutató Geológiai Hidrológiai Egyesület által, vesztett pontokkal, 1996. november 27-én végzett barlangfelmérés adatainak felhasználásával, Szabó Gyula szerkesztette. A térképek 1:100 méretarányban mutatják be a barlangot. A két térképlapon jelölve van az É-i irány.
1998. május 14-től a környezetvédelmi és területfejlesztési miniszter 13/1998. (V. 6.) KTM rendelete szerint a Duna–Ipoly Nemzeti Park Igazgatóság illetékességi területén, a Budai-hegységben található Ördögárok utcai-barlang az igazgatóság engedélyével látogatható. 2002-ben, Kraus Sándor is feltételezte hogy van egy összefüggő, de szűk járatrendszer a térségben. Az elképzelés szerint ez a járatrendszer összekapcsolja az Ördögárok utcai barlangot a Fazekas-hegy többi, részben már hozzáférhetetlen, hévizes eredetű üregével. Kraus Sándor 2004-ben viszont azt tartotta fontosnak kiemelni, hogy nem biztos az Ördög-árok törésvonala mentén kialakult, hévizes keletkezésű járatok barlangrendszerré kapcsolódása.
A 2002. évi MKBT Tájékoztatóban meg van említve, hogy 1995-ben a POLIGON Barlangkutató Geológiai Hidrológiai Egyesület feltárta az Ördögárok utcai barlang oldaljáratait. 2005. szeptember 1-től a környezetvédelmi és vízügyi miniszter 22/2005. (VIII. 31.) KvVM rendelete szerint a Duna–Ipoly Nemzeti Park Igazgatóság működési területén, a Budai-hegységben található Ördögárok utcai barlang a felügyelőség engedélyével látogatható. A Duna–Ipoly Nemzeti Park Igazgatóság működési területén, a Budai-hegységben elhelyezkedő és 4732/3 kataszteri számú Ördögárok utcai barlang, 2006. február 28-tól, a környezetvédelmi és vízügyi miniszter 8/2006. KvVM utasítása szerint, megkülönböztetett védelmet igénylő barlang.
2007. március 8-tól a környezetvédelmi és vízügyi miniszter 3/2007. (I. 22.) KvVM rendelete szerint a Duna–Ipoly Nemzeti Park Igazgatóság működési területén lévő Budai-hegységben elhelyezkedő Ördögárok utcai barlang az igazgatóság engedélyével tekinthető meg. 2013. július 19-től a vidékfejlesztési miniszter 58/2013. (VII. 11.) VM rendelete szerint az Ördögárok utcai barlang (Budai-hegység, Duna–Ipoly Nemzeti Park Igazgatóság működési területe) az igazgatóság hozzájárulásával látogatható. 2021. május 10-től az agrárminiszter 17/2021. (IV. 9.) AM rendelete szerint az Ördögárok utcai barlang (Budai-hegység, Duna–Ipoly Nemzeti Park Igazgatóság működési területe) az igazgatóság engedélyével látogatható. A 13/1998. (V. 6.) KTM rendelet egyidejűleg hatályát veszti.